# Gros-de-Vaud (région)
Pour les articles homonymes, voir Gros-de-Vaud.
Le Gros-de-Vaud est une région du canton de Vaud, en Suisse, elle se trouve à un emplacement stratégique car elle se situe entre les villes de Lausanne et Yverdon. Son chef lieu est Échallens.

## Situation
La région se trouve sur le plateau suisse, entre les villes de Lausanne et d'Yverdon-les-Bains dans la direction nord-sud, et entre les communes de Moudon et d'Orbe dans le sens est-ouest. La région commence au sud sur le plateau du haut de la Blécherette et s'arrête au nord au bord du ruisseau du Lin et de la Niauque. À l'ouest, c'est le Nozon qui fixe sa limite et à l'est la région s'arrête au bord des bois du Jorat.
Échallens est le centre et le chef-lieu du district du Gros-de-Vaud, créé le 1er janvier 2008. Collé à l'agglomération lausannoise, le Gros-de-Vaud est relié à la capitale vaudoise par le chemin de fer Lausanne-Échallens-Bercher (LEB). Au nord, il est relié à Yverdon par le réseau CarPostal ainsi que par la ligne de chemin de fer CFF Lausanne − Yverdon, qui longe, sur une partie, la limite ouest de la région.

## Caractéristiques
La région du Gros-de-Vaud est principalement rurale. L'agriculture forme en majorité les traits de son paysage. Plusieurs cours d'eau s'écoulent dans la région. Il y a notamment le Talent, qui arrive du Jorat pour traverser toute la région et finir à sa limite ouest où il est rejoint par le Nozon. La Mortigue, petite rivière du centre de la région le rejoint à Saint-Barthélemy. Il y a aussi la Menthue, qui est rejointe par l'Oulaire au nord-est de Bercher, puis par la Greyle dans le ruisseau du Sauteru à Bioley-Magnoux. Ce dernier étant lui-même rejoint par la Foirause à Oppens. À la limite nord, entre Gossens et Donneloye, elle est finalement rejointe par les Vernettes, la Barbeire et le ruisseau du Lin qui forme la limite nord de la région. Au nord de Villars-le-Terroir, le Buron prend sa source. À Gressy, il est rejoint par la Niauque, qui marque, elle aussi, la limite nord de la région.

### Géologie
La région était autrefois couverte de glaciers. Aussi le sol est composé d'un fond de moraine, résidus laissé par les anciens glaciers. Le plateau s'étire du sud-sud-est au nord-nord-est. La région se trouve, de façon très imperceptible, sur la ligne de partage entre le réseau hydrographique du Rhône et du Rhin. La région occupe 3,9 % du plateau suisse, se situe à une altitude moyenne de 599 m et est en pente moyenne de 80 ‰. Son point le plus bas se trouve à 392 m d'altitude au niveau de la Venoge et la région culmine à 998 m au-dessus de Montricher,.

### Hydrographie
Le Gros-de-Vaud se situe à la fois sur le bassin versant du Rhône et sur celui du Rhin. La limite entre les deux bassins d'est en ouest part de la sortie du Jorat à la limite communale entre Cugy et Le Mont-sur-Lausanne au nord du lieu-dit Chatifeuillet avec la présence de la source du ruisseau de Latigny, affluent du Talent dans le bassin du Rhin et 320 m plus à l'ouest la source de la Mèbre, affluent de la Chamberonne dans le bassin du Rhône. De là cette limite monte en direction du nord-ouest. Elle coupe Cugy en deux puis de même pour la commune de Morrens et Étagnières. Toujours dans la même direction, elle passe entre Boussens et Bioley-Orjulaz et passe en plein par Bettens. La limite part alors en direction du Nord à Oulens-sous-Échallens, puis à l'ouest de Goumoens-le-Jux, elle bifurque à l'ouest en direction de la plaine de l'Orbe. Tout ce qui se trouve au sud de cette limite se situe dans le bassin du Rhône, et ce qui se situe au nord de cette limite dans celui du Rhin.

### Habitat
La région est formée de plusieurs villages excédant rarement 1 000 habitants. Les villages se sont pour la plupart grandement transformés au cours de ces dernières années grâce à leur emplacement. Nombre d’entre eux accueillent les résidences de personnes travaillant pour la plupart dans la région Lausannoise. Le nombre de bâtiments hors des localités est faible.

### Faune
En janvier 2014, pour la première fois des castors sont observés près du Talent à Échallens.

## Galerie de photos

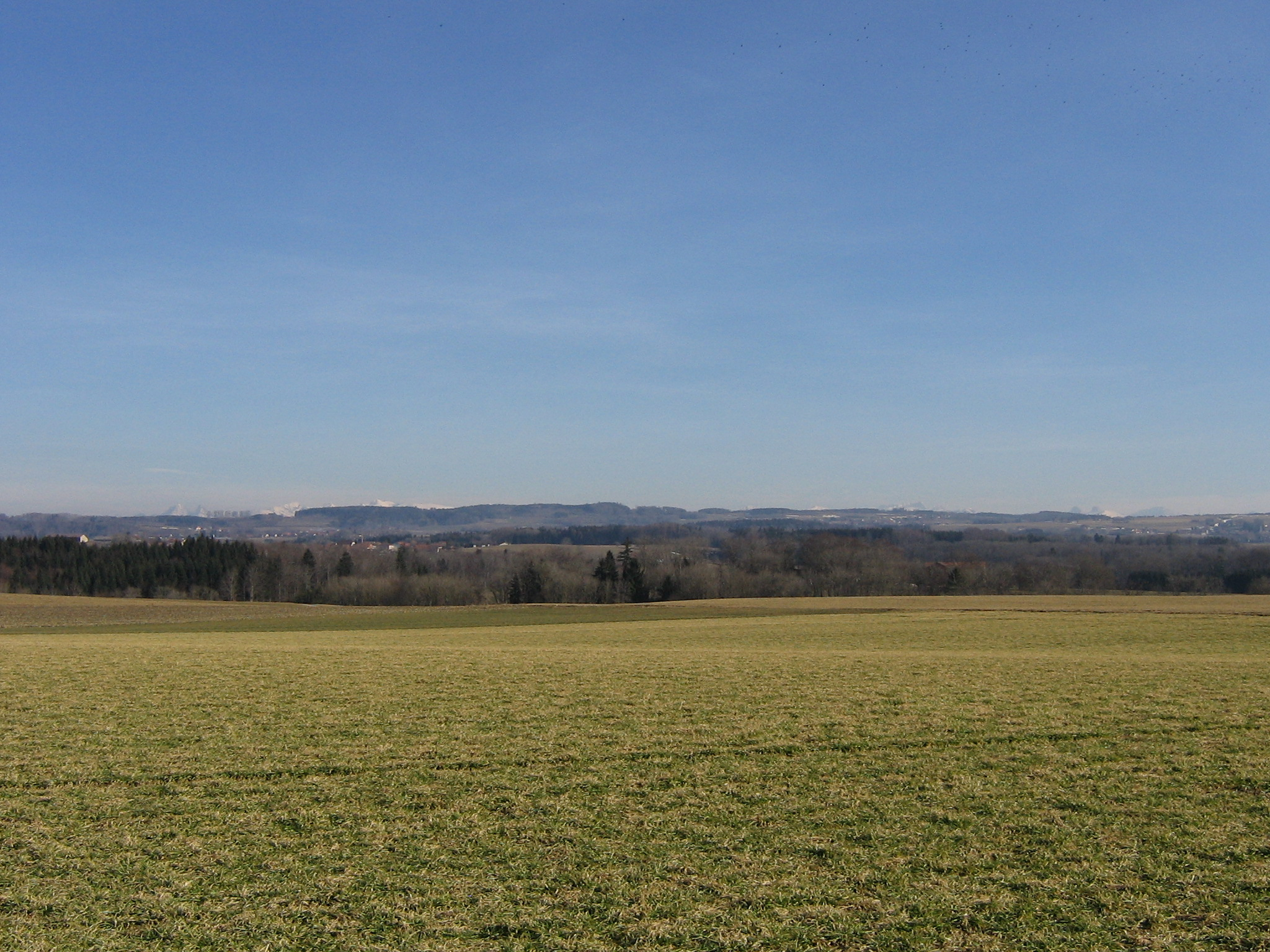
Au premier plan, vue sur la région du Gros-de-Vaud, au second plan vue sur la crête du Jorat et en arrière-plan vue sur les Alpes.
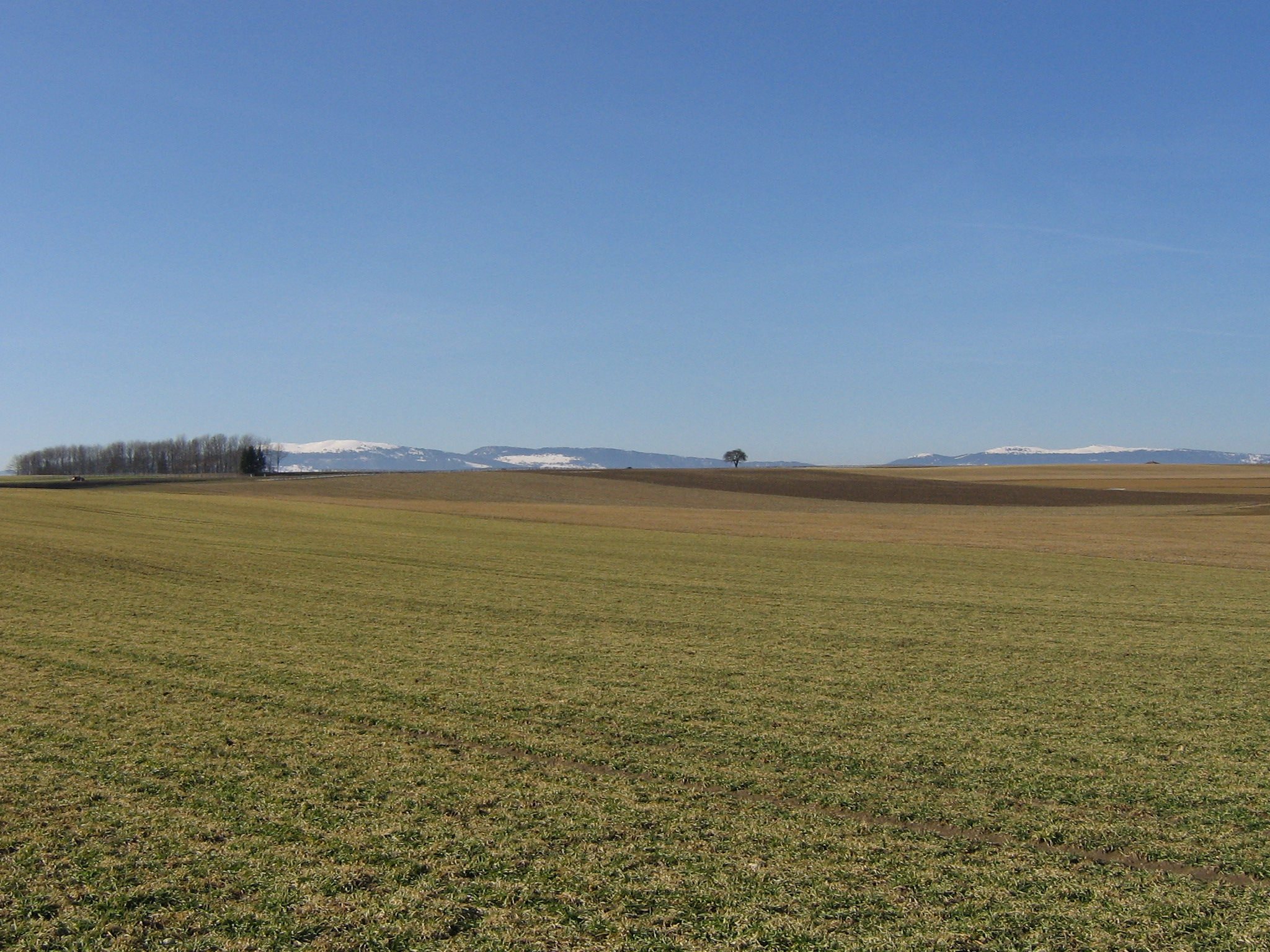
Vue sur le massif du Jura depuis la région du Gros-de-Vaud, en direction de Penthéréaz, près de Villars-le-Terroir.
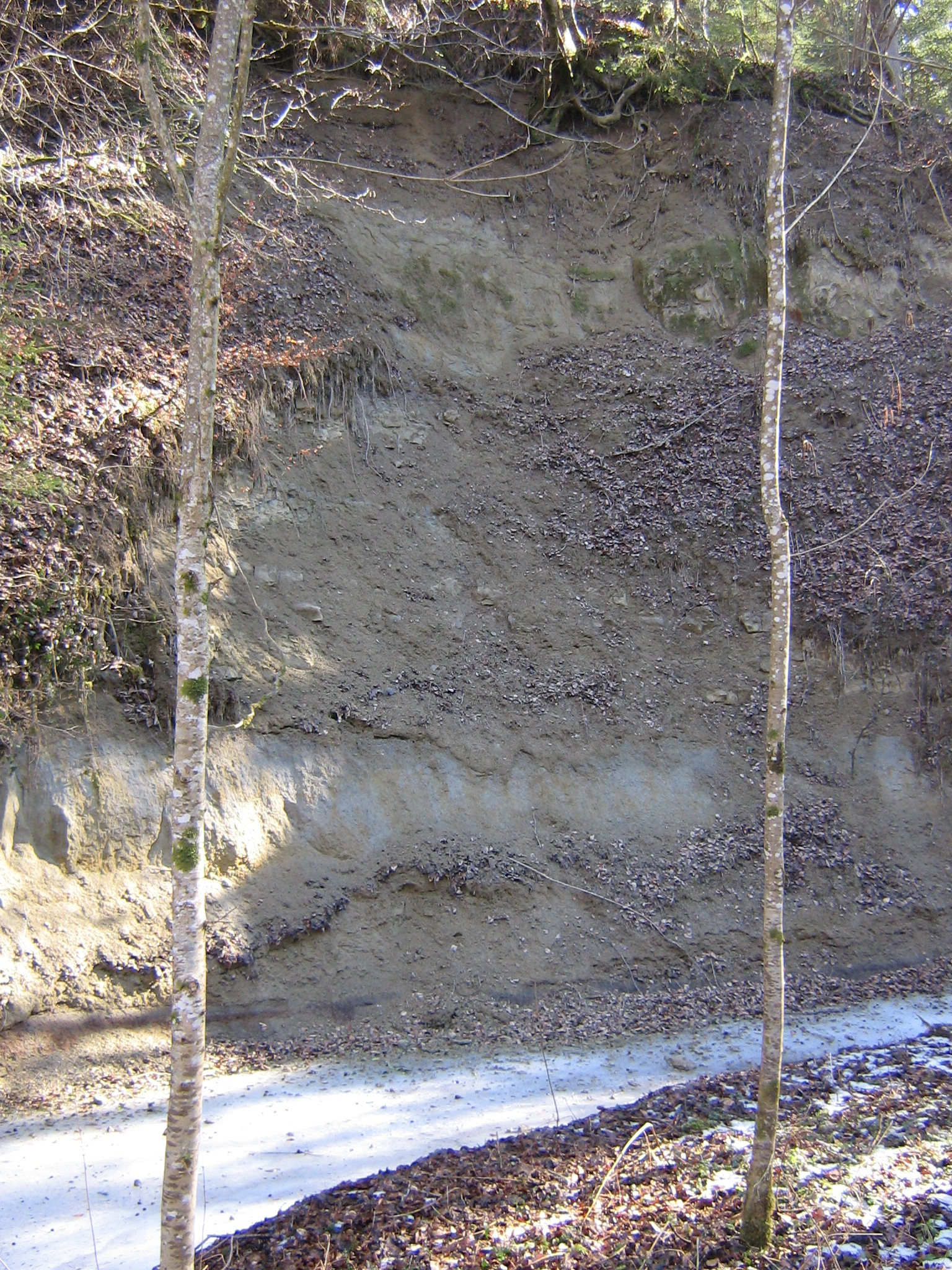
Molasse constitutive du sol de la région du Gros-de-Vaud. Ici dans la forêt Plan Bois, près de Fey.
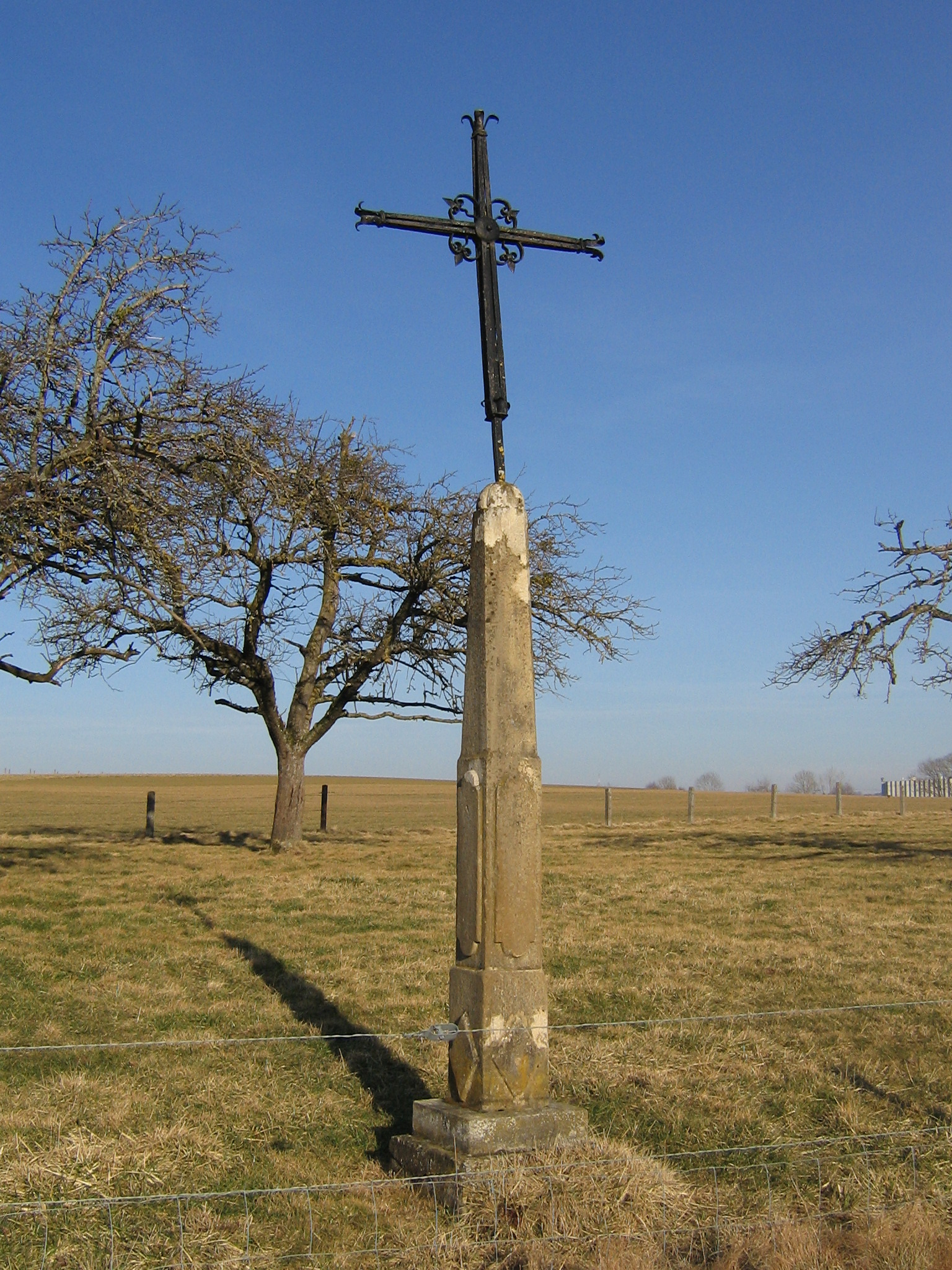
Croix de chemin à Échallens, au lieu-dit Pré Bacon.